# 소프트피디아

소프트피디아(Softpedia)는 루마니아에 본사를 둔 소프트웨어 및 기술 뉴스 웹사이트이다. 다운로드 가능한 소프트웨어를 색인화, 검토 및 호스팅하고 기술 및 과학 주제에 대한 뉴스를 보고한다.

## 웹사이트
소프트피디아에서는 직원이 작성한 리뷰를 제공한다. 각 리뷰에는 별 1~5개 등급이 포함되며 사이트 방문자가 기여할 수 있는 공개 등급도 포함된다.
제품은 방문자가 최신 업데이트, 다운로드 수 또는 평가에 따라 정렬할 수 있는 카테고리로 구성된다. 무료 소프트웨어와 상용 소프트웨어(및 무료 평가판)도 별도로 나열할 수 있다. 소프트피디아는 애드웨어, 스파이웨어 및 상업적 연계가 없는 제품에 대한 가상 상을 표시한다. 이와 같이 관련이 없거나 예상하지 못한 구성 요소와 제안(잠재적으로 원치 않는 프로그램이라고 함)을 포함하는 제품은 이와 같이 표시된다.
소프트피디아는 배포용 소프트웨어를 재포장하지 않는다. 원래 제공된 형식의 소프트웨어 직접 다운로드, 개발자 다운로드 링크 또는 둘 다를 제공한다. 개발자 사이트에서 사용할 수 없는 경우를 대비하여 자체 서버에 일부 제품을 호스팅한다.
이 사이트는 루마니아 회사인 소프트뉴스 NET SRL이 소유하고 있다.
2008년 12월 소프트뉴스 NET SRL은 자동차 뉴스 및 참고 웹 사이트인 오토레볼루션(Autoevolution)을 출시했다.